# Andrés Ayala
Andrés Ayala (Berazategui, Buenos Aires, Argentina, 13 de marzo de 2000) es un futbolista argentino que se desempeña como volante central en Arsenal de Sarandí de la Primera B Nacional de Argentina.

## Trayectoria

### Estudiantes LP
Comenzó su carrera con Estudiantes de La Plata, habiendo formado parte de las inferiores desde muy joven. Fue promovido al primer equipo en febrero del 2019, siendo que integró el banco de suplente en un partido de primera división contra Argentinos Juniors el 18 de febrero, aunque técnico Leandro Benítez no lo hizo ingresar en la derrota 2–1. Integró, aún sin ingresar, el banco de suplentes en cuatro ocasiones más hasta que en diciembre del 2020 Ayala debuta el 23 de diciembre de 2020, cuando reemplazo a su hermano David disputando 13 minutos en la derrota 2 a 1 por la Copa Argentina contra Defensa y Justicia.
A finales de diciembre de 2022, luego de retornar del préstamo desde Ferro Carril Oeste, queda en libertad de acción en procura de buscar nuevos rumbos profesionales.

### Agropecuario
En el 2021 se confirma su llegada a Agropecuario de Carlos Casares para disputar el Campeonato de Primera Nacional 2021 y conseguir un mayor rodaje, llega a préstamo por una temporada. Debuta el 21 de marzo con la 8 en la espalda y arrancando como titular en el partido por la segunda fecha contra Estudiantes de Río Cuarto. En total llega a disputar 23 partidos.

### Ferro
Nuevamente sale cedido a préstamo sin cargo y sin opción para disputar la Primera B Nacional, en esta ocasión sería cedido al club de Caballito. Debuta en el Campeonato de Primera Nacional 2022 con la 5 al salir como titular en la primera fecha contra Nueva Chicago, en la que disputa 36 minutos antes de salir reemplazado por una lesión.

### Arsenal de Sarandí
a fines de enero de 2024, sella contrato por un año con Arsenal de Sarandí para disputar el torneo de Primera B Nacional.

## Estadísticas
Actualizado al último partido disputado el 28 de agosto de 2024. Según Transfermarkt.
| Estudiantes (LP) Argentina | 1.ª           | 2019-20       | 0  | 0 | 1 | 0 | — | —  | 1  | 0 |
| Estudiantes (LP) Argentina | Total         | Total         | 0  | 0 | 1 | 0 | 0 | 0  | 1  | 0 |
| Agropecuario Argentina | 2.ª           | 2021          | 23 | 1 | 0 | 0 | — | —  | 23 | 1 |
| Agropecuario Argentina | Total         | Total         | 23 | 1 | 0 | 0 | 0 | 0  | 23 | 1 |
| Ferro Argentina | 2.ª           | 2022          | 7  | 0 | 1 | 0 | — | —  | 8  | 0 |
| Ferro Argentina | Total         | Total         | 7  | 0 | 1 | 0 | 0 | 0  | 8  | 0 |
| Almagro Argentina | 2.ª           | 2023          | 21 | 0 | 2 | 0 | — | —  | 23 | 0 |
| Almagro Argentina | Total         | Total         | 21 | 0 | 2 | 0 | 0 | 0  | 23 | 0 |
| Arsenal Argentina | 2.ª           | 2024!\|12     | 0  | 1 | 0 | — | — | 13 | 1  |   |
| Arsenal Argentina | Total         | Total         | 12 | 0 | 1 | 0 | 0 | 0  | 13 | 1 |
| Total carrera | Total carrera | Total carrera | 63 | 1 | 5 | 0 | 0 | 0  | 68 | 1 |
| (1) La copa nacional se refiere a la Copa Argentina. (2) La copa internacional se refiere a la Copa Sudamericana, Recopa Sudamericana, Copa Libertadores y Copa Suruga Bank. |               |               |    |   |   |   |   |    |    |   |

## Selección nacional
En enero de 2017, Ayala fue convocado para la selección Argentina U17s. Durante los siguientes dieciocho meses, Ayala estuvo seleccionado para entrenar contra el equipo sénior; incluyendo en el 2018 durante la copa mundial FIFA en Rusia. También en 2018, Ayala apareció en el COTIF con la U20s; una competición que ganaron.

## Vida personal
Es hermano del también jugador de fútbol David Ayala. Ambos empezaron sus carreras en Estudiantes de La Plata. Tienen tres otros hermanos, que también juegan al fútbol, y cuatro hermanas.